# Heteronetta atricapilla
Il gobbo testanera, anatra dalla testa nera, anche anatra testanera,  (Heteronetta atricapilla (Merrem, 1841)) è un uccello sudamericano della famiglia degli Anatidi. È l'unico membro del genere Heteronetta.

## Distribuzione e habitat
Vivono nei laghi e nelle paludi di Bolivia, Brasile, Cile, Paraguay, Uruguay e Argentina.

## Biologia
L'alimentazione si basa su piante acquatiche e insetti. Il gobbo testanera è noto per deporre le proprie uova nei nidi di altri uccelli, in special modo di quelli del fistione beccoroseo, ma anche di altre anatre, folaghe, e occasionalmente anche gabbiani e rapaci. A differenza, per esempio, di alcuni cuculi, né gli adulti né i pulcini distruggono le uova o uccidono i pulcini dell'ospite. Invece, dopo una incubazione di 21 giorni, gli anatroccoli impiumano dopo alcune ore e sono completamente indipendenti, lasciando il nido e sbrigandosela da soli.

## Conservazione
Il gobbo testanera è classificato dalla IUCN Red List come specie a basso rischio (Least Concern).